# Quis ut Deus?

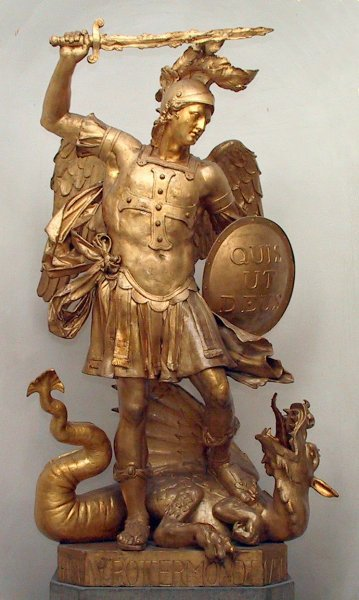
Socha Archanděla Michaela, na štítu má nápis Quis ut Deus (Univerzita v Bonnu, hlavní vchod)

Quis ut Deus? je latinská věta, která v překladu znamená Kdo je (jako) Bůh? Jedná se o doslovný překlad jména Michael (heb. מִיכָאֵל, Micha'el nebo Mîkhā'ēl).

## Původ
Michael se objevuje jako jméno několika mužů v Bibli. Ve Starém zákoně v knize Daniel se tak jmenuje princ Izraele. V Novém zákoně je tak pojmenován archanděl v Judově listě – Jud 1, 9 (Kral, ČEP), kterého zmiňuje i biblická apokalypsa – Zj 12, 7 (Kral, ČEP); jako vůdce andělů, který poráží „draka“ (= ďábla) a padlé anděly.
Věta Quis ut Deus? je také spojena s archandělem Michaelem, který je zobrazován jako andělský muž v plné zbroji, který poráží Satana. Na štítu mívá zobrazen právě nápis Quis ut Deus?, což je znázornění jeho jména, a zároveň řečnická otázka Satanovi.